# シーラーチャーFC
シーラーチャーFC（タイ語: สโมสรฟุตบอลศรีราชา, 英語: Sriracha F.C.）は、タイのチョンブリー県シーラーチャー郡を本拠地とするサッカークラブである。

## 概要
2005年に設立された。同じチョンブリー県にあるチョンブリーFCやパタヤ・ユナイテッドFCとはライバル関係にあり、先の2つのクラブとの対戦はチョンブリーダービーと呼ばれ盛り上がる。

## タイトル
- タイ・ディビジョン1リーグ(2部相当) : 1回
  - 2010

## 過去の成績
- 2007 タイ・ディビジョン1リーグ 6位
- 2008 タイ・ディビジョン1リーグ 2位 (昇格)
- 2009 タイ・プレミアリーグ 14位 (降格)
- 2010 タイ・ディビジョン1リーグ 優勝 (昇格)
- 2011 タイ・プレミアリーグ 17位 (降格)
- 2012 タイ・ディビジョン1リーグ 4位
- 2013 タイ・ディビジョン1リーグ 15位
- 2014

## 歴代所属選手
- スジャリト・ジャンタクル 2008-
- 服部昇太朗 2010
- 濱田雄太 2012
- 東風淳 2012-
- 多田大介 2014-
- 宮澤勇樹 2014-